# Diaphanobezzia spinellii
Diaphanobezzia spinellii är en tvåvingeart som beskrevs av Wirth och Eileen D. Grogan 1988. Diaphanobezzia spinellii ingår i släktet Diaphanobezzia och familjen svidknott. Inga underarter finns listade i Catalogue of Life.